# Jesús Iradier
Jesús Iradier Núñez (Madrid, 19 luglio 1949) è un ex cestista spagnolo.

## Carriera
Con la Spagna disputò i Giochi olimpici di Monaco 1972, i Campionati mondiali del 1974 e i Campionati europei del 1975.